# C.F. Mourierfjord
De C.F. Mourierfjord is een fjord in het Nationaal park Noordoost-Groenland in het oosten van Groenland.

## Geografie
De fjord is bochtig en heeft een lengte van meer dan 20 kilometer. Hij snijdt aan de oostkant in het Søndermarken in. In het oosten mondt hij uit in de Skærfjorden.
De fjord is een van de drie fjorden die in Søndermarken insnijden, de andere twee liggen noordelijker, te weten de H.G. Backlundfjord en de V. Clausenfjord.
Op de zuidoever van de fjord ligt de Evaldgletsjer.